# Erebia steckeri
Erebia steckeri är en fjärilsart som beskrevs av Holland 1930. Erebia steckeri ingår i släktet Erebia och familjen praktfjärilar. Inga underarter finns listade i Catalogue of Life.